# Cylinder przekształcenia
Cylinder przekształcenia (ang. mapping cylinder) – pewna przestrzeń ilorazowa przypisana każdemu przekształceniu między dwiema przestrzeniami topologicznymi.

## Definicja
Niech {\displaystyle X,Y} będą przestrzeniami topologicznymi, a {\displaystyle f\colon X\to Y} będzie przekształceniem (ciągłym) między nimi. Cylindrem przekształcenia {\displaystyle f,} oznaczanym czasem {\displaystyle Z(f),} nazywa się przestrzeń
{\displaystyle M_{f}={\Big (}{\big (}X\times [0,1]{\big )}\amalg Y{\Big )}\,/\,\sim ,}
gdzie suma jest rozłączna, a relacja {\displaystyle \sim } jest dana jako
{\displaystyle (x,0)\sim f(x)\quad {\mbox{ dla każdego }}x\in X.}
Intuicyjnie cylinder powstaje poprzez „przyklejenie” przestrzeni {\displaystyle X\times [0,1]} do przestrzeni {\displaystyle Y} wzdłuż przekształcenia {\displaystyle f.} Z punktu widzenia teorii kategorii jest to koprodukt włóknisty (pushout) diagramu złożonego z przekształcenia {\displaystyle f} i włożenia {\displaystyle i_{0}\colon X\to X\times [0,1].}

## Własności

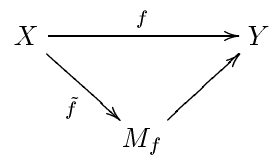
Przedstawienie przekształcenia jako złożenie korozwłóknienia z homotopijną równoważnością

Dla każdego {\displaystyle f\colon X\to Y} istnieje retrakcja {\displaystyle r_{0}\colon Z(f)\to Y} cylindra na podstawę, określona wzorem {\displaystyle r_{0}(x,t)=f(x),r_{0}(y)=y.} Retrakcja ta jest w istocie retrakcją deformacyjną, co oznacza, że przestrzenie {\displaystyle Z(f)} i {\displaystyle Y} są homotopijnie równoważne. Wynik ten pozwala nam zamienić dowolne przekształcenie na korozwłóknienie, w następującym sensie: ponieważ włożenie {\displaystyle i_{1}\colon X\to Z(f),i_{1}(x)=(x,1)} jest korozwłóknieniem (o czym można się przekonać zauważając na przykład, że {\displaystyle {\big (}Z(f),X\times \{1\}{\big )}} jest parą NDR), {\displaystyle r_{0}} jest homotopijną równoważnością, a {\displaystyle f=r_{0}\circ i_{1},} zatem każde przekształcenie da się zapisać jako złożenie homotopijnej równoważności i korozwłóknienia. Wynik ten odgrywa dość istotną rolę przy definiowaniu homotopijnego kowłókna.